# Morceau caché
Un morceau caché (ou titre caché, piste cachée) est un morceau qui ne figure (volontairement) pas dans la liste des titres d'un enregistrement (CD, ou bien vinyle, cassette audio) mais qui figure bien sur l'enregistrement, souvent de façon particulière.

## Premier morceau caché?
Her Majesty des Beatles sur l'album Abbey Road sorti en 1969 serait le premier « morceau caché » (il figure après les 15 secondes de silence qui suivent le dernier morceau listé au dos de la pochette du 33 tours original, et qui s'intitule de plus The End. Sur les versions rééditées en CD, le titre est mentionné).
Ce morceau se situait à l'origine entre Mean Mr. Mustard et Polythene Pam mais Paul McCartney ne le voulait pas au sein du pot-pourri et c'est l'ingénieur du son qui ne voulant pas perdre un enregistrement des Beatles l'a ajouté après le pot-pourri.
Il existe une phrase chantée énigmatique (Never kiss me any other way) à la fin d'un précédent album des Beatles, Sgt. Pepper's Lonely Hearts Club Band (1967), mais l'avis qu'il s'agisse d'un morceau caché ne fait pas l'unanimité : pour certains, ces bruitages ne peuvent constituer une chanson, et pour d'autres ils font partie intégrante du morceau A Day in the Life, ainsi que le sifflement à 20 000 Hz que personne — hormis peut-être quelques chiens chez des audiophiles fortunés, comme le souhaitait John Lennon — n'a pu vraiment entendre.

## Techniques pour «cacher» les morceaux
- La technique la plus généralement employée consiste à avoir un long « blanc » (silence entre deux morceaux) entre le dernier morceau et le morceau caché, ainsi on peut croire que l'enregistrement est fini, alors qu'il ne l'est pas. Lorsque l'on sait qu'il existe une piste cachée, on peut donc utiliser la fonction « avance rapide » (ou « recherche de blancs » sur les lecteurs qui disposent de cette fonction, notamment certains lecteurs de cassettes). Sur les CD audio, le morceau caché n'a généralement pas de nouveau numéro de piste et est mis à la suite du morceau précédent, le dernier morceau listé sur la pochette. Ainsi le lecteur indique un nombre de pistes identique à celui qu'aurait l'album sans ce supplément et on ne peut aller directement au début du morceau (il faut là aussi utiliser l'avance rapide ou attendre). Pour mieux cacher le morceau (la plupart des lecteurs CD pouvant afficher la durée totale du CD), la pochette n'indique pas la durée totale ou la durée de chaque piste ; comme l'album Around the Fur de Deftones.
- On peut cacher une piste en ne la mettant que sur une version étrangère d'un album : le groupe gallois Lostprophets a caché le titre The Storm Is Coming dans la version japonaise de leur album The Betrayed à la fin de la dernière chanson The Light That Burns Twice As Bright dont le titre est différent sur les versions européennes (The Light That Shines Twice As Bright) (le morceau est caché après un long blanc intercalaire).
- On peut utiliser plusieurs pistes vides contenant des « blancs » intercalaires sur un CD. Le nombre de piste étant limité à la piste 99, le morceau caché figure donc souvent sur la piste 99. Lorsque l'on sait qu'une piste est cachée, on peut alors utiliser la fonction « piste suivante » plusieurs fois pour atteindre le morceau caché, comme l'album Antichrist Superstar de Marilyn Manson.
- Une technique plus discrète mais plus complexe consiste à utiliser le prégap (alias la « piste 00 ») du CD. Celle-ci est généralement accessible en faisant un « retour rapide arrière » depuis la piste 1, mais certains lecteurs ne peuvent pas la lire. Comme l'album Songs in the Key of X ou l'album La tête allant vers (2011) du groupe La Mine de rien.
- Le morceau caché peut être disponible sous forme de fichier audio, le CD étant un CD Extra. L'inconvénient est qu'il ne peut être lu que sur ordinateur.
- Le morceau peut aussi être enregistré à l'envers (le son est inversé), après un long blanc, comme sur la fin de l'album Du Pareil au Même de Justin(e).
- La version collector et digipack de l'album Option Paralysis, du groupe de mathcore The Dillinger Escape Plan, comporte une piste cachée sur la face habituellement non-gravée du CD. Celle-ci a été recouverte d'une face vinyle sur laquelle est gravée la chanson Heat Deaf Melted Grill.
- Le morceau peut juste ne pas être écrit sur la pochette du disque, comme la piste 17 de l'album Recovery d'Eminem.
- Shaka Ponk utilisa une méthode particulière pour cacher le morceau Kitty Call sur l'album The Black Pixel Ape : Il existe une piste sur cet album appelée Hidden Track One qui ne paraît n'avoir aucun sens. Il fallait en fait passer cette piste à l'envers pour entendre un mot de passe que l'on devait donner à un singe sur le site officiel de Shaka Ponk (site qui n'existe plus).

## Motivations
Il s'agit le plus souvent de créer un effet de surprise, parfois dans le but de faire parler de soi (en produisant un buzz).
Il peut tout simplement s'agir d'une "blague" comme sur Endless, Nameless, de Nirvana.
Il peut s'agir aussi d'un consensus lorsqu'un artiste souhaite inclure un morceau dans un album alors que la maison de disques souhaite l'exclure. Lorsqu'au contraire la maison de disques souhaite faire figurer un morceau et que l'artiste ne le souhaite pas vraiment, le titre est en général indiqué comme étant un bonus, et figure écrit sur la pochette. C'est le cas par exemple du titre The President's Wife (la femme du président) sur l'album Legacy of Blood du groupe de rap Jedi Mind Tricks, qui ne convenait pas à la maison de disques. ou encore comme Z.E.P. - Zone d'expression populaire, qui ont créé la polémique avec leur morceau Nique la France, ce morceau se retrouvant après un silence sur la piste du dernier morceau de l'album Je gère.
Si un titre est soumis à un copyright, cela peut être une autre raison de ne pas le mentionner sur la pochette. Par exemple, A Crack Up At The Race Riot de Hope of the States sur l'album The Lost Riots est le titre d'une nouvelle d'Harmony Korine, et l'auteur n'a pas donné son accord à l'utilisation de son titre pour la chanson.
La présence d'un titre caché peut aussi être involontaire : dans le cas de Train in Vain de The Clash, la pochette était déjà imprimée puis il a été décidé au dernier moment d'y ajouter ce morceau.
La plus grande polémique à propos d'un morceau caché fut pour Look At Your Game, Girl, qui figure à la fin de l'album The Spaghetti Incident? des Guns N' Roses : la chanson avait en effet été écrite par Charles Manson. À la fin du morceau, on peut d'ailleurs entendre distinctement Axl Rose dire « Thanks, Charles ». Patti Tate, la sœur de Sharon Tate, que Manson et les siens assassinèrent en 1969, ne goûta guère à la plaisanterie et intenta un procès à la maison de disques Geffen, pour qu'elle retire purement et simplement le morceau de l'album, tandis que Manson lui-même réclama 250 000 dollars au titre des droits d'auteur.

## Titres
Le titre peut dans certains cas être connu :
- Le morceau peut avoir été précédemment ou ultérieurement publié sur un autre support sans être caché cette fois ci : face B d'un single extrait de l'album, édition différente sur laquelle le morceau n'est plus caché mais en bonus, compilation…
- Le morceau peut être une reprise d'un morceau dont le titre est connu. Les reprises de Can't Take My Eyes Off You de Frankie Valli & The Four Seasons (morceau caché de l'album The Miseducation of Lauryn Hill de Lauryn Hill) et Big Yellow Taxi de Joni Mitchell (morceau caché de l'album Hard Candy des Counting Crows) passaient à la radio. C'est aussi le cas dans l'album Surtur Rising du groupe death metal mélodique suédois Amon Amarth, dans lequel ils ont fait une reprise de System of a Down intitulée Aerials.
- Le titre peut être révélé sur une autre source d'informations (site web ou réseau social de l'artiste, interview, titre annoncé par l'artiste en concert...). Par exemple, The Storm Is Coming de Lostprophets est une piste cachée instrumentale de l'album The Betrayed. Le groupe lui a alors donné ce nom.

## Divers
Lorsque le morceau caché devient un tube, il arrive que lorsque l'album est réédité, il ne soit plus caché (comme ça a été le cas pour Skin (Sarabeth) des Rascal Flatts).